# Neobarrettia spinosa
Neobarrettia spinosa är en insektsart som först beskrevs av Andrew Nelson Caudell 1907.  Neobarrettia spinosa ingår i släktet Neobarrettia och familjen vårtbitare. Inga underarter finns listade i Catalogue of Life.